# 초음속 유도탄
초음속 유도탄(Supersonic speed Missile)은 마하 1 이상으로 날아갈 수 있는 유도탄이다. 초음속 유도탄으로는 탄도ㆍ순항 유도탄이 있다.

## 개발ㆍ운영 국가
- 대한민국 한국형 초음속 대함미사일
- 러시아 P-800 오닉스
- 러시아& 인도 브라모스 순항미사일
- 중화민국 슝펑Ⅲ 대함미사일(雄風三型反艦飛彈)
- 미국 AGM-183 애로우

## 같이 보기
- 탄도 유도탄
- 극초음속 유도탄
- 순항유도탄